# 역사교과서 파동 (대한민국)
역사교과서 파동(歷史敎科書 波動)은 대한민국 사회의 역사교과서에 대한 논란과 사회적 반향을 말한다. 일반적으로 대한민국에서 각 학교의 학습교재가 되는 교과서의 내용을 두고 서로 다른 입장이 대립하여 논란이 확산되는 것을 '교과서 파동'이라 부른다.

## 개요
대한민국 초기의 중·고교 국사교과서는 검인정(檢認定)방식이었다. 1963년 문교부는 국사통일심의위원회를 구성하여 당시 교과서마다 각기 다르게 서술하고 있는 고대사의 내용과 명칭을 조절할 것임을 밝혔고, 1973년에는 일제에 의해 왜곡된 사관을 바로잡고 한국의 역사를 객관적이고 일관적으로 서술한다는 명분으로 중·고등학교 각각 11종의 국사교과서를 국정(國定)교과서로 단일화하였다. 이후, 국사교과서의 개정 시기마다 서술을 둘러싼 요구와 갈등이 있어 왔다. 단일화 이후 고대사에 대한 논란이 있었으며, 2000년대에 들어서는 근·현대사를 다루는 검정교과서의 서술을 두고 편향의 논란이 있었다.

## 고대사 논란
1963년 이전의 검인정 교과서에서는 단군, 기자, 삼국의 성립 등에 대한 각 검정 교과서의 견해가 서로 달랐다. 이를 1973년에 단일화하면서 학계의 의견을 종합, 단군과 기자에 대한 내용을 배제하였는데, 사회 일각에서 이에 반발하면서 논란이 시작되었다.
1975년에는 이들 민간사학자가 주축이 되어 국사찾기협의회를 결성하였다. 이들은 《자유》지를 통해 사학계를 비난하였고, 1978년에는 《산해경》·《만주원류고》를 근거로 고조선의 영역 확대, 단군시대의 역사 인정을 요구하고 낙랑·백제·신라의 위치와 영역에 대한 견해를 주장하는 국사교과서 시정 건의서를 제출하였다. 국사편찬위원회에서 기존의 통설과 차이가 있는 이들 의견을 일축하자 이들은 문교부장관을 대상으로 소송을 제기하였고, 사학계는 이에 경고 성명으로 대응하였다. ‘학문적인 내용은 사법적인 심판의 대상이 될 수 없다’는 판결로 국민들에게 민족적 자부심을 심어주기 위해 한국의 고대사를 ‘웅장하고 화려하게’ 꾸미자는 주장은 반영되지 않았으나, 국사찾기협의회의 안호상은 1981년 8월, 국회에 〈국사교과서 내용 시정 요구에 관한 청원〉을 제출하였고, 같은해 11월에 학자들이 참여하고 국회의원을 대상으로 한 공청회가 열렸다. 이러한 역사교과서 논란으로부터 대한민국의 역사학계가 고대사에 보다 많은 관심을 갖게 되었고, 이듬해 발표된 국사교과서 개정에서는 재야사학의 일부 주장이 반영되었다.

## 현대사 논란
2003년 제7차 교육과정에 맞추어 신설된 근현대사 검정교과서의 내용을 두고 편향성 논란이 일었다. 이러한 논란은 사회적인 반발과 교과서 개정의 요구로 이어졌다.